# Höllerbach
Höllerbach ist ein Ortsteil der Gemeinde Brensbach im südhessischen Odenwaldkreis.

## Geographie
Höllerbach liegt im Norden des Odenwalds im Tal des Hollerbachs, einem rechten nördlichen Zufluss des Brensbachs, der in der Ortslage von Brensbach der Gersprenz zufließt. Die höchste Erhebung der Gemarkung ist im Norden der Hermesberg mit 377 Meter. Im Süden liegt auf einem Bergrücken in 340 Meter Höhe inmitten einer Rodung der Schaafhof. Die Feldflur des Ortes ist von drei Seiten von waldbedeckten Höhen umgeben und öffnet sich nach Westen zur Gerspenzniederung. Höllerbach gehört geologisch zum kristallinen Vorderen Odenwald.
Höllerbach liegt in der Region Starkenburg und im Geo-Naturpark Bergstraße-Odenwald. 

## Geschichte

### Übersicht
Das Bestehen des Ortes ist unter dem Namen Holderbach seit 1408 urkundlich bezeugt. Höllerbach gehörte zum Zentgericht und zum Kirchspiel von Kirchbrombach, Teil der Herrschaft Breuberg. Im Jahr 1806 kam der Ort mit der Grafschaft Erbach an das Großherzogtum Hessen.
Nach Auflösung der alten Amtsstruktur 1822 fiel der Ort in den Zuständigkeitsbereich des Landgerichts Höchst, nach der Reichsjustizreform von 1877 ab 1879 in den des Amtsgerichts Höchst im Odenwald. 
Im Zuge der Gebietsreform in Hessen wurde Höllerbach am 1. August 1972 durch Landesgesetz zugleich mit den Gemeinden Nieder-Kainsbach, Wallbach, und Wersau in die Gemeinde Brensbach eingemeindet.
Für Höllerbach sowie für die übrigen im Zuge der Gebietsreform nach Brensbach  eingegliederten Gemeinden wurden Ortsbezirke mit Ortsbeirat und Ortsvorsteher nach der Hessischen Gemeindeordnung gebildet.

### Einwohnerentwicklung
- 1730: 17 wehrfähige Männer, ein Beisasse[1]
- 1961: 259 evangelische (= 90,56 %), 27 katholische (= 9,44 %) Einwohner[1]

| Höllerbach: Einwohnerzahlen von 1829 bis 2024 | Höllerbach: Einwohnerzahlen von 1829 bis 2024 | Höllerbach: Einwohnerzahlen von 1829 bis 2024 | Höllerbach: Einwohnerzahlen von 1829 bis 2024 | Höllerbach: Einwohnerzahlen von 1829 bis 2024 |
| --- | --------------------------------------------- | --------------------------------------------- | --------------------------------------------- | --------------------------------------------- |
| Jahr |                                               |                                               |                                               | Einwohner                                     |
| 1829 | 1829                                          |                                               | 185                                           | 185                                           |
| 1834 | 1834                                          |                                               | 226                                           | 226                                           |
| 1840 | 1840                                          |                                               | 236                                           | 236                                           |
| 1846 | 1846                                          |                                               | 252                                           | 252                                           |
| 1852 | 1852                                          |                                               | 230                                           | 230                                           |
| 1858 | 1858                                          |                                               | 221                                           | 221                                           |
| 1864 | 1864                                          |                                               | 230                                           | 230                                           |
| 1871 | 1871                                          |                                               | 220                                           | 220                                           |
| 1875 | 1875                                          |                                               | 238                                           | 238                                           |
| 1885 | 1885                                          |                                               | 255                                           | 255                                           |
| 1895 | 1895                                          |                                               | 252                                           | 252                                           |
| 1905 | 1905                                          |                                               | 232                                           | 232                                           |
| 1910 | 1910                                          |                                               | 239                                           | 239                                           |
| 1925 | 1925                                          |                                               | 257                                           | 257                                           |
| 1939 | 1939                                          |                                               | 258                                           | 258                                           |
| 1946 | 1946                                          |                                               | 310                                           | 310                                           |
| 1950 | 1950                                          |                                               | 326                                           | 326                                           |
| 1956 | 1956                                          |                                               | 278                                           | 278                                           |
| 1961 | 1961                                          |                                               | 286                                           | 286                                           |
| 1967 | 1967                                          |                                               | 269                                           | 269                                           |
| 1970 | 1970                                          |                                               | 322                                           | 322                                           |
| 1980 | 1980                                          |                                               | ?                                             | ?                                             |
| 1990 | 1990                                          |                                               | ?                                             | ?                                             |
| 2000 | 2000                                          |                                               | ?                                             | ?                                             |
| 2011 | 2011                                          |                                               | 354                                           | 354                                           |
| 2015 | 2015                                          |                                               | 379                                           | 379                                           |
| 2020 | 2020                                          |                                               | 353                                           | 353                                           |
| 2024 | 2024                                          |                                               | 348                                           | 348                                           |
| Datenquelle: Historisches Gemeindeverzeichnis für Hessen: Die Bevölkerung der Gemeinden 1834 bis 1967. Wiesbaden: Hessisches Statistisches Landesamt, 1968. Weitere Quellen: LAGIS; nach 1970 Gemeinde Brensbach; Zensus 2011 |                                               |                                               |                                               |                                               |

## Kultur und Sehenswürdigkeiten

### Bauwerke
Das ehemalige Schulhaus von 1875 und vier weitere ortsbildprägende Anwesen in Höllerbach stehen unter Denkmalschutz.

### Natur und Schutzgebiete
Zur Gemarkung zählt eine Teilfläche des Natura2000-Gebietes „Grünlandbereiche östlich von Brensbach“ (FFH-Gebiet 6219-301).

## Verkehr
Von dem Kernort Brensbach aus führt die Landesstraße L 3106 in östlicher Richtung über Höllerbach und Hummetroth nach Höchst. Über den Kernort ist Höllerbach an die Bundesstraße 38 angeschlossen.  